# بقدونسية
البَقدونسيَّة (بالفرنسية: Persillade) صلصة أو خليط توابل من البقدونس مقطعة مع توابل مثل الثوم والأعشاب والزيت والخل.